# RAISR
RAISR (Abkürzung für Rapid and Accurate Image Super Resolution, auf Deutsch etwa schnelle und genaue Bild-Superauflösung) ist ein Algorithmus von Google um Fotos zu vergrößern. Die Software, die maschinelles Lernen verwendet, kommt seit Ende des Jahres 2016 zur Anwendung.
RAISR ist ein Verfahren, um qualitativ hochwertige Bilder aus niedrig aufgelösten Versionen zu berechnen. Dabei liefert es Ergebnisse, die qualitativ mit vorhandenen Super-Resolution-Verfahren vergleichbar oder besser sind und verkürzt die Berechnungszeit um das 10- bis 100-fache. Die Geschwindigkeit des Verfahrens ermöglicht es, die Bilder auf mobilen Endgeräten in Echtzeit zur Verfügung zu stellen. RAISR vermeidet zudem die Wiederherstellung von Alias-Effekten, die in den Versionen mit niedriger Auflösung noch vorhanden sind. Bei einer mit dem Original vergleichbaren Qualität können mit dem Algorithmus etwa 75 % der Bandbreite eingespart werden.
RAISR nutzt Filter, die selektiv auf einzelne Bildbereiche des niedrig aufgelösten Bildes angewandt werden, um Details wiederherzustellen. Diese Filter werden RAISR mithilfe Deep Learning angelernt, indem das Programm jeweils eine niedrig auflösende und eine hochauflösende Variante eines Bildes vergleicht. Die Filter wurden sowohl aus Varianten unterschiedlicher Auflösung erlernt, als auch aus einem zunächst durch herkömmliche Upsampling-Methoden vergrößerten Bild mit dem hochqualitativen Bild. Für die Kantenerkennung erhielt RAISR zusätzliches Training.
Das Verfahren wird vor allem genutzt, um Bilder clientseitig auf mobilen Endgeräten hochzuskalieren und so Bandbreite bei der Übertragung der Bilder einzusparen. Im Dezember 2016 kam RAISR in der iOS-App Motion Stills, einer App die Bildstabilisierung nutzt um GIFs zu erstellen, erstmals zur Anwendung. Ab 2017 wurde das Verfahren bei Google+ eingesetzt, so wurden etwa im Januar 2017 wöchentlich eine Milliarde Bilder skaliert. Die Hauptkamera und der Pixel Visual Core des Pixel 2 von Google nutzen RAISR, um digital gezoomte Aufnahmen schärfer und detaillierter aussehen zu lassen.